# 우리들의 영웅
우리들의 영웅은 2002년 11월 11일 에서 2003년 2월 22일 까지 방영했던 교양 프로그램이다.

## 기획 의도
삶과 죽음을 넘나들며 죽음의 문턱에서 극적으로 목숨을 건진 사람들의 체험담을 리얼하면서도 드라마틱하게 재연하는 휴먼 버라이어티 프로그램.